# Krystyna Czaplicka-Kolarz
Krystyna Maria Czaplicka-Kolarz (ur. 7 czerwca 1951 w Łodzi) – polska przedstawicielka nauk technicznych, specjalizująca się w inżynierii materiałowej i inżynierii środowiska.

## Życiorys
W 1974 roku ukończyła studia na Wydziale Mechaniczno-Technologicznym Politechniki Śląskiej w Gliwicach. W 1981 roku, po ukończeniu Studium Doktoranckiego obroniła na Wydziale Technologii i Inżynierii Chemicznej Politechniki Śląskiej pracę doktorską pt. „Metoda prognozowania i optymalizacja analitycznego opisu relaksacji naprężeń prętów poliestrowych i poliestrowo-szklanych”. W 1988 roku, na podstawie pracy pt. „Podstawy oceny trwałości górniczych taśm przenośnikowych w aspekcie badań reologicznych”, uzyskała stopień naukowy doktora habilitowanego w Głównym Instytucie Górnictwa w Katowicach. Tytuł profesora w zakresie nauk technicznych nadał jej Prezydent Rzeczypospolitej Polskiej 8 czerwca 2006 roku.
W latach 1979–2017 była zatrudniona w Głównym Instytucie Górnictwa w Katowicach, gdzie od 2002 roku pełniła stanowisko zastępcy dyrektora Instytutu. W latach 2010–2021 pracowała na stanowisku profesora zwyczajnego Politechniki Śląskiej na Wydziale Organizacji i Zarządzania.

## Osiągnięcia naukowe
Kierowała ponad 30 krajowymi i międzynarodowymi programami i projektami badawczymi (projekty finansowane przez Bank Światowy, Komitet Badań Naukowych, NCBR, Ministerstwa i Urzędy Marszałkowskie). W latach 2005–2015 brała udział w 8 projektach foresightowych. Kierowała m.in. Narodowym Projektem Foresight - wdrożenie wyników, oraz projektami dotyczącymi bezpieczeństwa energetycznego kraju i zeroemisyjnej gospodarki energią. Jest autorką ponad 100 publikacji naukowych, w tym 10 monografii, oraz promotorem 6 zakończonych przewodów doktorskich.

## Przynależność do stowarzyszeń i organizacji
W latach 2003–2020 była członkiem Komitetu Nauki o Materiałach, w latach 2011–2017 była członkiem Rady Głównej Nauki i Szkolnictwa Wyższego w Warszawie. Z nominacji Ministra Nauki i Szkolnictwa Wyższego w latach 2018–2022 była członkiem Rady Narodowego Centrum Badań i Rozwoju. W latach 2004–2006 była wiceprzewodniczącą Rady Nadzorczej Narodowego Funduszu Ochrony Środowiska i Gospodarki Wodnej w Warszawie. W latach 1999–2001 jako ekspert Sejmiku Województwa Śląskiego była członkiem Rady Nadzorczej Wojewódzkiego Funduszu Ochrony Środowiska i Gospodarki Wodnej w Katowicach. Była też członkiem Zespołu Programującego ds. Strategii Rozwoju Województwa Śląskiego (powołana nominacją Marszałka województwa śląskiego – od 1999 do 2000) oraz Zespołu Zadaniowego ds. Planu Zagospodarowania Przestrzennego Województwa Śląskiego (ekspert ds. zagospodarowania terenów górniczych), a także członkiem Komisji Ekspertów Śląskiej Rady Innowacji ds. Programu Wykonawczego w latach 2009–2010.
Od 2006 roku była wiceprzewodniczącą Towarzystwa Zintegrowanego Zarządzania Środowiskiem. Była także współtwórcą powołania Innowacyjnego Śląskiego Klastra Czystego Węgla. Od ponad 30 lat jest członkiem Rady Naukowej Głównego Instytutu Górnictwa w Katowicach. Nominacją z dnia 21 czerwca 2021 roku została powołana w skład Narodowej Rady Rozwoju – Rady ds. Środowiska, Energii i Zasobów Naturalnych przy Prezydencie Rzeczpospolitej Polskiej, aż do złożenia rezygnacji w dniu 4 czerwca 2023 roku. Była członkiem  Komitetu Sterującego Regionalnej Strategii Innowacji Województwa Śląskiego (kadencja na lata 2018–2020), a także członkiem Sekcji Środowiska Regionalnej Izby Gospodarczej w Katowicach (2002–2009). Od 2009 była członkiem Rady Izby Gospodarczej (kadencja do 2018) oraz Rady Konsultacyjnej Marszałka Województwa Śląskiego Regionalnej Izby Gospodarczej w Katowicach (2014–2020). Jest członkiem Polskiego Komitetu Światowej Rady Energetycznej.

## Wyróżnienia i nagrody
- Srebrna Odznaka "Racjonalizatora Produkcji" (1989)
- Inżynier Górniczy I stopnia (1990)
- Złota Odznaka "Zasłużony Racjonalizator Produkcji" (1993)
- Dyrektor Górniczy: III stopnia (1993), I stopnia (1998)
- Zasłużony Pracownik GIG (1993, 2001)
- Brązowa Odznaka "Zasłużony dla Górnictwa RP" (1995)
- Krzyże Zasługi: Brązowy (1995)[14], Srebrny (2002)[15], Złoty (2009)[16]
- Srebrna Odznaka „Za Zasługi dla Ochrony Środowiska i Gospodarki Wodnej” (1997)
- Generalny Dyrektor Górniczy: III stopnia (2001), II stopnia (2007)
- Odznaka Honorowa „Za Zasługi dla Ochrony Środowiska i Gospodarki Wodnej” (2005)
- Zasłużony dla Górnictwa RP (2007)
- Medal Złoty za Długoletnią Służbę (2010)
- Honorowa Złota Odznaka RIG w Katowicach (2010)
- Krzyż Kawalerski Odrodzenia Polski (2014)[17]
- Honorowa Złota Odznaka Krajowej Izby Gospodarczej (2015)
- Platynowe Laury Kompetencji i Umiejętności, odznaczenie RIG Katowice (2019)[18][19]